# Alianza Federalista (México)
La Alianza Federalista fue la unión de un grupo de gobernadores de diversas entidades federativas de México, producto de una escisión de miembros de la Conferencia Nacional de Gobernadores (CONAGO), que existió entre el 19 de septiembre de 2019 y el 16 de diciembre de 2021. Se organizaron para enfrentar conjuntamente los retos socioeconómicos, derivados de la pandemia del COVID-19 y que a su vez se amplió a temas económicos y fiscales de los recursos a los estados de la República.

## Historia
Fue el 10 de julio de 2019, cuando se empezó a realizar una serie de reuniones entre mandatarios estatales. Esto debido al incremento de la inseguridad en el noreste de México, pues los gobernadores de Coahuila, Nuevo León, Tamaulipas firmaron un acuerdo para atender el problema de manera coordinada y sin restricciones geográficas.
El 19 de marzo nació la Coordinación Noreste COVID-19 con tres gobernadores: Jaime Rodríguez, El Bronco, de Nuevo León, (Independiente), Miguel Riquelme, Coahuila, (PRI); y Francisco García Cabeza de Vaca, Tamaulipas, (PAN), quienes oficializaron un cerco sanitario para hacer frente a la pandemia de virus SARS-CoV-2, luego se convirtió en Alianza Federalista.

En azul los estados que alguna vez pertenecieron a la Alianza Federalista. En guindo, a la Conago.

En septiembre de ese mismo año, los gobernadores insistieron de nuevo en la revisión de la distribución de los recursos para el Presupuesto de Egresos de 2021, con la finalidad de obtener mayores recursos a los estados. A su vez, anunciaron su salida de la Conago. En octubre de 2020, la alianza buscó reunirse con el presidente Andrés Manuel López Obrador, quien se negó a asistir.
Funcionarios de otros estados, se han sumado también a la alianza federalista, como el caso del diputado local en Baja California, Rodrigo Otañez, del Partido de Baja California. Otros gobernadores de Acción Nacional, se sumaron a la demanda de un nuevo acuerdo fiscal, aunque no significa que se hayan integrado a la alianza federalista.
El 16 de diciembre de 2021, se reunieron en Tabasco, liderados por el gobernador de Hidalgo, Omar Fayad, todos los gobernadores del país, con excepción de Enrique Alfaro, para reactivar la Conago, marcando así la disolución del grupo alterno.

## Lista de sus miembros
| Entidad              | Integrante | Integrante | Integrante                      | Periodo de gobierno                                                                  | Periodo de gobierno     | Partido político |
| -------------------- | ---------- | ---------- | ------------------------------- | ------------------------------------------------------------------------------------ | ----------------------- | ---------------- |
| Coahuila de Zaragoza |            |            | Miguel Riquelme Solís           | 1 de diciembre de 2017                                                               | 30 de noviembre de 2023 |                  |
| Nuevo León           |            |            | Jaime Rodríguez Calderón        | 4 de octubre de 2015-31 de diciembre de 2017 2 de julio de 2018-3 de octubre de 2021 |                         |                  |
| Tamaulipas           |            |            | Francisco García Cabeza de Vaca | 1 de octubre de 2016-30 de septiembre de 2022                                        |                         |                  |

### Otros exmiembros
| Entidad             | Integrante | Integrante | Integrante                     | Periodo                                           | Partido                  |  |
| ------------------- | ---------- | ---------- | ------------------------------ | ------------------------------------------------- | ------------------------ |  |
| Aguascalientes      |            |            | Martín Orozco Sandoval         | 1 de diciembre de 2016-30 de septiembre de 2022   |                          |  |
| Chihuahua           |            |            | Javier Corral Jurado           | 4 de octubre de 2016-7 de septiembre de 2021      |                          |  |
| Colima              |            |            | José Ignacio Peralta           | 11 de febrero de 2016-31 de octubre de 2021       |                          |  |
| Durango             |            |            | José Rosas Aispuro             | 15 de septiembre de 2016-14 de septiembre de 2022 |                          |  |
| Michoacán de Ocampo |            |            | Silvano Aureoles Conejo        | 1 de octubre de 2015-30 de septiembre de 2021     |                          |  |
| Guanajuato          |            |            | Diego Sinhue Rodríguez Vallejo | 26 de septiembre de 2018                          | 25 de septiembre de 2024 |  |
| Jalisco             |            |            | Enrique Alfaro Ramírez         | 6 de diciembre de 2018                            | 5 de diciembre de 2024   |  |